# Alfred Theodor Collin
Alfred Theodor Collin (19. oktober 1849 - 15. oktober 1922) var en dansk fotograf.
Collin var fotograf i København, Nakskov og i Kongens Lyngby fra 1888. Collins far, Theodor Collin, der var teaterlæge og titulær professor, var amatørfotograf og han har taget billeder af H.C. Andersen ved den collinske gård i Amaliegade. Og Alfred Theodor Collins bedstefar var Jonas Collin, der tog H.C. Andersen til sig i København og hjalp ham på vej. Og hvad Alfred Theodor angår, så var han også bevillingshaver til Holte Biograf fra 1919.